# Strijkstok

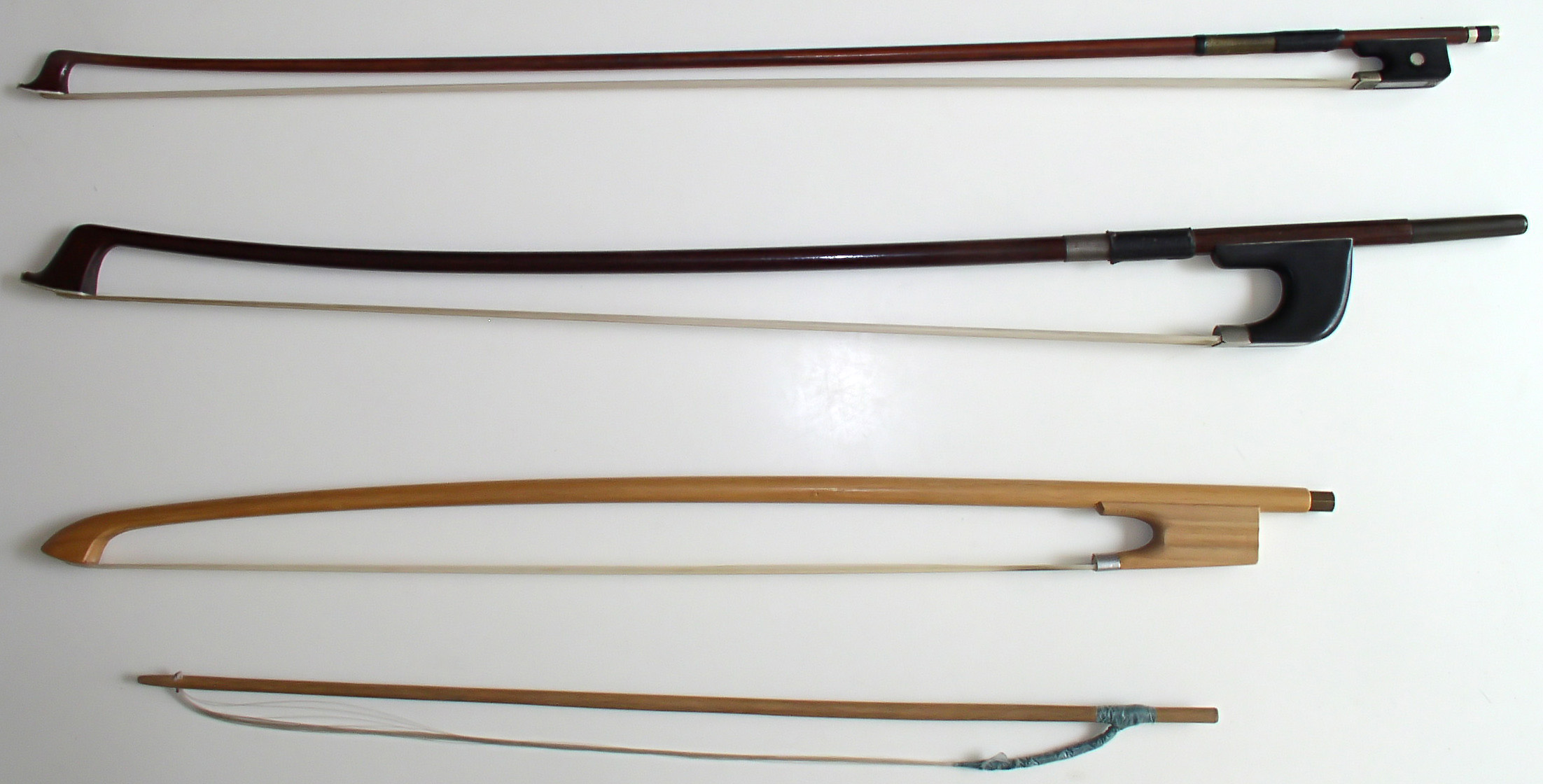
Strijkstokken van altviool, contrabas, gdulka en kementsje

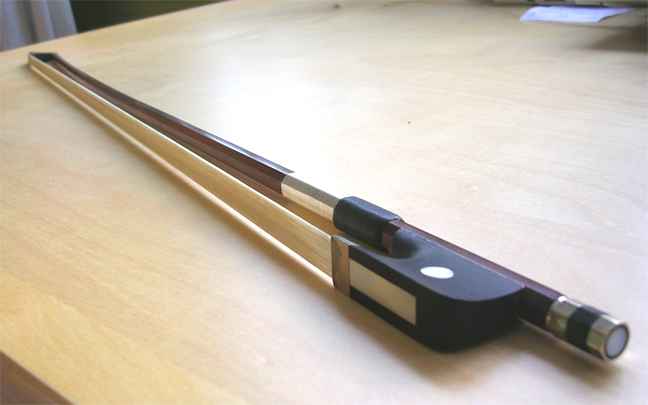
Strijkstok van een cello

Een strijkstok is een constructie waarmee de snaren van een strijkinstrument in trilling gebracht worden. Deze trilling produceert een klank zodat een in muziek bruikbaar geluid ontstaat.

## Historische situering
De bekwaamste strijkstokkenmakers waren Fransen, zoals de beste vioolbouwers Italianen waren (Stradivarius, Guarneri en Amati). Eind 18e eeuw maakte de Fransman François-Xavier Tourte naam als strijkstokkenmaker. Door een vruchtbare samenwerking met violist Giovanni Battista Viotti vernieuwde hij de strijkstok ingrijpend. Een originele strijkstok van Tourte kostte in 2009 zo'n 200.000 euro. Ook Tourtes tijdgenoot Jean-Baptiste Vuillaume, tevens een uiterst bekwaam luthier, staat nog steeds bekend om zijn uitzonderlijke strijkstokken.

## Bouw

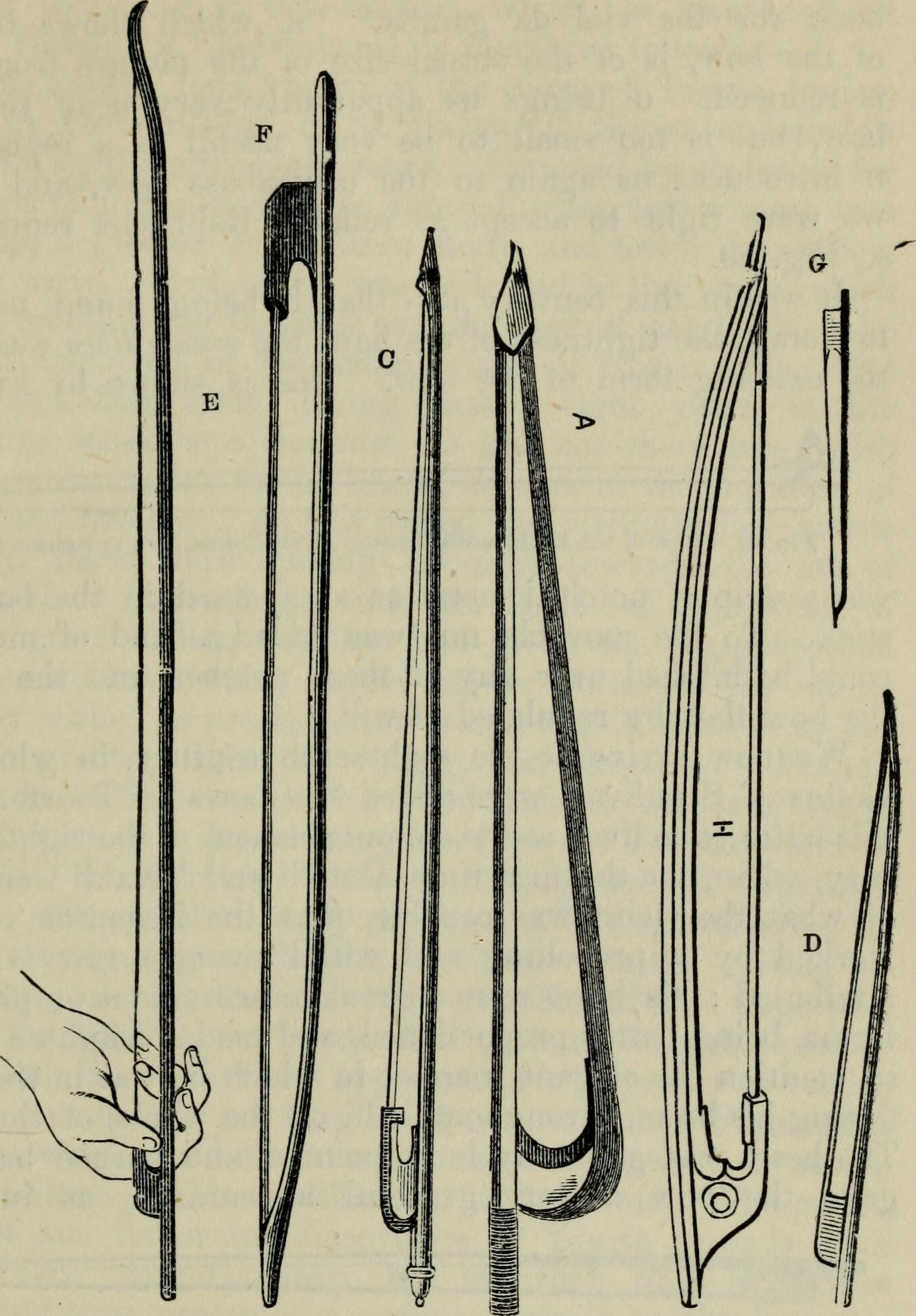
17e-eeuwse strijkstokken afgebeeld in: Ed Heron-Allen, Violin-making: as it was and is (Londen, 1885)

De moderne strijkstok van viool, altviool, cello en contrabas bestaat uit twee grote delen:
- De stok: Deze is meestal van brazielhout (ofwel pernambuk) gemaakt. Recent maakt kunststof zijn opwachting. Carbon (koolstofvezel) is steviger en heeft een grotere klimatologische stabiliteit dan hout. Verder bevat de stok een stukje ebbenhout met kleine hoeveelheden parelmoer en edele metalen zoals goud en zilver. De uitheemse houtsoort pernambuk blijft nochtans het ideale materiaal voor een strijkstok doordat het voldoende weerstand biedt en toch soepel genoeg is. Ook het gewicht en de dichtheid van dat hout zorgen ervoor dat de stok stabiel op de snaar blijft. De kop wordt "punt" genoemd, en de kant waar de stok wordt vastgehouden wordt "slof" genoemd. Aan de slof bevindt zich ook het mechanisme om de beharing op te spannen. De juiste stokspanning bepaalt of een stok voldoende weerstand met de snaar genereert om de snaar in trilling te brengen.
- De beharing: Vrijwel uitsluitend wordt paardenhaar gebruikt, waarbij haar uit Mongolië als de beste kwaliteit bekendstaat. Ook haar uit Siberië, Argentinië of Canada wordt veel gebruikt. Haar van hengsten is duurder; het zou fijner en lichter zijn dan haar van merries, en minder aangetast door urine. De kwaliteit wordt deels bepaald doordat de strijkstokkenmaker de haren een voor een test. Zowel wit haar als zwart haar komt voor. Op een vioolstok zitten gemiddeld 150 tot 175 haren, op een cellostok 150 tot 200. Tegenwoordig wordt voor goedkopere strijkstokken ook synthetisch haar gebruikt. Een strijkstok moet regelmatig geharst worden. Hierbij wordt de beharing over een stukje colofonium, een soort droge hars, gestreken, zodat het haar van de stok een - veel - hogere wrijving met de snaar krijgt. De grip tussen beharing en snaren wordt eigenlijk verzorgd door het hars en in mindere mate door de beharing zelf. Hars moet spaarzaam aangebracht worden, meestal na 2 à 3 uur spelen.

## Eigenschappen
Er zijn drie eigenschappen die belangrijk zijn bij een strijkstok:
- Gewicht: Lichtere strijkstokken zijn gemakkelijker in beweging te brengen, maar moeilijker om in beweging te houden, wat belangrijk is voor een constante toon. Zwaardere exemplaren "starten" moeilijk, en - niet onbelangrijk - zijn vermoeiender om te spelen. Het ideale gewicht van een vioolstok blijkt tussen de 58 en 62 gram te liggen.
- Balans: Te veel gewicht naar de kop of punt maakt de strijkstok subjectief zwaar, maar te veel gewicht naar de slof maakt de boog dan weer te licht, zodat de haren niet echt bijten.
- Flexibiliteit en/of soepelheid: Dit hangt volledig af van het gebruikte materiaal. Te stijf maakt dat de strijkstok te veel botst over de snaren, te soepel maakt alles nogal zwierig en moeilijk controleerbaar. Brazielhout wordt algemeen beschouwd als het perfecte compromis, maar is zeldzaam en dus duur. Er bestaan empirisch gegroeide richtlijnen voor de lengte, de kromming en de diameter van het hout.

## Streektechniek

### Algemene principes
Voor een effectieve streektechniek is het van belang om de juiste balans te vinden tussen de kracht (stokdruk) op de snaren, de snelheid waarmee de stok over de snaren strijkt en de afstand tot de kam van het instrument. De stokdruk heeft twee belangrijke componenten: de invloed van de zwaartekracht op de massa van onderarm en stok op de snaar, en de hoeveelheid spierkracht die aangewend wordt om de stok tegen de snaar te drukken.
De verdeling van de streek noemt men ook de stokverdeling of stokvoering. Spelen aan de slof is makkelijker, omdat er dan meer beheersing over het 'momentum' is, dan bij spelen aan de punt. Veel beginnende violisten spelen bij de slof sterker dan bij de punt. Door oefening kan de drukverdeling over de gehele stok onder controle worden gebracht.
De techniek van het strijken wordt met de Italiaanse term arco aangegeven (zie ook pizzicato het tokkelen met een vinger - meestal met de stok in de hand). In zeer uitzonderlijke gevallen wordt col legno gespeeld door met het hout van de strijkstok te strijken, of zelfs op de snaar te slaan (col legno battuto).

### Op- en afstreek
Wanneer men van slof naar punt speelt is er sprake van een 'afstreek', wanneer men van punt naar slof speelt heet dit een 'opstreek'. In bladmuziek wordt dit met twee speciale tekentjes aangegeven. De taak van een concertmeester is om in het orkest de streken van alle strijkers in de partijen te schrijven, zodat alle strijkstokken steeds zo veel mogelijk synchroon bewegen, en iedere strijker dezelfde interpretatie van tonen door middel van de op- en afstreek kan geven. Op- en afstreek worden ook weleens vergeleken met in- en uitademen, of met spanning versus ontspanning.

### Andere toepassingen
- Het psalterium wordt soms ook met een strijkstok bespeeld.
- De zingende zaag wordt meestal met een strijkstok bespeeld.
- In moderne muziek wordt een (contrabas)strijkstok soms gebruikt om de metalen toetsen van de vibrafoons aan te strijken, of om een bekken in trilling te brengen.

## Trivia
- Strijkstokken kunnen duur zijn. Aangezien de kwaliteit van de strijkstok voor een groot gedeelte de kwaliteit van de klank bepaalt, kunnen de prijzen van strijkstokken gemakkelijk oplopen tot duizenden euro's.
- In een orkest geldt de afspraak dat als een vioolsnaar of de stok van de concertmeester of solist knapt, de violist die ernaast zit zijn instrument of stok afstaat aan de concertmeester, zodat deze door kan spelen.
- Professionele strijkstokkenmakers zijn bezorgd voor het behoud van het tropische Braziliaanse regenwoud en voor het nog vrij op de markt komen van de voor hen zo belangrijke houtsoort pernambuk. Daarom sponsoren zij de uitbouw van pernambukplantages in Brazilië.
- In de jaren 2000 doken voor het eerst strijkstokken van carbonvezel op. Deze zijn meestal lichter dan de lichtste houten stokken. Of deze stokken beter zijn is een kwestie van smaak.
- Bij de uitdrukking aan de strijkstok blijven hangen gaat het niet om een stok van een strijkinstrument, maar om een maatstok ('strekel') waarmee een maatvat voor droge stoffen afgestreken wordt.[1] Zie ook Korenmeter.